# Donkey Kong Country: Tropical Freeze
Donkey Kong Country: Tropical Freeze, anomenat al Japó Donkey Kong: Tropical Freeze (ドンキーコング トロピカルフリーズ, Donkī Kongu Toropikaru Furīzu), (títol que és un joc de paraules amb el terme "Tropical Breeze"), és un videojoc de plataformes 2D desenvolupat per Retro Studios, Monster Games i Nintendo SPD 3 i que publica Nintendo per a la Wii U.
És el dissetè títol de la sèrie Donkey Kong, i el primer en alta definició pels gràfics de Wii U, ja que és la seqüela del videojoc del 2010 de Wii Donkey Kong Country Returns, també desenvolupat per Retro Studios, Monster Games pel seu port per a Nintendo 3DS, anunciat en el Nintendo Direct de l'E³ 2013 que es va celebrar l'11 de juny de 2013.
El videojoc havia de sortir a finals de 2013, però es va endarrerir pel 14 de febrer de 2014 al Japó, el 21 de febrer de 2014 a Amèrica del Nord i a Europa i el 22 de febrer a Australàsia. Al Brasil va sortir el 20 de març de 2014. La versió digital ocupa 11,4 GB.

## Jugabilitat

Donkey Kong i Cranky Kong en un nivell dins el mode multijugador de Donkey Kong Country: Tropical Freeze. Els dos tenen 3 vides. A prop, es pot veure un enemic semblant a una Planta Piranya i una Moneda Banana, i sota una banana normal. A més, és possible veure-hi a la part superior dreta una mena d'ombra que és un ou de Pasqua de Metroid, possiblement.

El joc continua la jugabilitat de desplaçament lateral de Donkey Kong Country Returns, on en Donkey Kong i els seus companys fan un viatge per a reclamar la seva casa dels vikings.

### Personatges i moviments
A part d'en Donkey Kong, el joc ofereix a Diddy Kong, que ve equipat amb un barril jetpack per a travessar grans forats. També torna Dixie Kong, que pot utilitzar la seva cua de poni per a aconseguir salts més grans, i el gran cabell ros de Dixie Kong també es pot utilitzar com un submarí d'hèlice, que funciona com un propulsor de velocitat extra.
Dixie i Diddy tenen un barril DK individual, però per diferenciar-los el de Dixie és de color rosa. El quart personatge ajudant és l'avi Cranky Kong, que ara pot fer moviments que la resta de Kongs no poden fer. També s'ha anunciat un cinquè personatge.
Com anteriors jocs el personatge pot nedar, però amb una mecànica renovada; ara poden atacar als enemics amb un moviment tirabuixó, i amb una barra que els indica quan han de sortir de l'aigua per no ofegar-se, també podent utilitzar bombolles per si estan a punt de perdre una vida extra. Hi ha enemics anomenats Tucks (similar a pingüins), que milloren les seves defenses i atacs en el joc, arribant a utilitzar les llances de dos caps i cascs amb punxes.
En Donkey Kong Country: Tropical Freeze s'afegeix una altra mecànica, de Super Mario Bros. 2, on en Donkey Kong pot arrencar elements del terra per a trobar elements ocults o bé per a tirar-ho als enemics per deixar-los atordits. També hi ha parts del joc on s'utilitza el 3D.
Un nou moviment anomenat "Kong Pow", per executar-lo es necessita recol·lectar 100 bananes per omplir una barra especial, i després tots dos jugadors han de pressionar el botó "C" en el comandament alhora; també pot utilitzar el moviment en el mode d'un jugador. El "Kong Pow" és un moviment fet pels dos Kongs que destrueix a tots els enemics de la pantalla, convertint-los en elements com globus vermells (Diddy Kong) o cors d'or (Dixie Kong), depenent del personatge amb el que s'està jugant, o també en objectes.
Rambi el Rhino torna sobre els nivells específics, i Enguarde, el peix espasa, no apareix. Rambi és l'únic joc soci controlable animal, i Squawks i el Papagaio, també estan present, però funcionen com un element d'ajuda, com també va succeir en l'aventura llançada per Wii el 2010.

### Modes
A part del mode d'un sol jugador, com els anteriors jocs, es pot jugar amb una persona o fins a quatre controlant els personatges o ajudant a en Donkey Kong que el controla un jugador en un mode de dos jugadors, gràcies a les tècniques del Wii U GamePad. També és possible jugar únicament amb el Wii U GamePad, i sense utilitzar la televisió (Off-TV Play), on la pantalla del GamePad s'apagarà si s'està jugant a la televisió, per al control d'estalvi de bateria.
Mode difícil apareix després d'acabar el joc. Mode Time Attack porta variacions de passanties per speedruns. A més, és possible la publicació de les teves millors moments en temps d'atac en línia, compareu els resultats amb amics i la comunitat.
És possible comprar vides com a elements addicionals d'ajuda, amb l'ajuda de Squawks, el Pagagaio, la xarxa de botigues Fly and Buy i Funky Kong. Funky Kong, el mico que va ajudar els jugadors en les antics jocs de Donkey Kong Country on proporcionava vehicles als protagonistes, ara serà el venedor de la botiga d'objectes. Globus de colors (vermell, verd i blau), Heart Boost, Crash Guard, Squawks i Papagayo estan disponibles en l'establiment a canvi d'algunes bananes. També es pot provar sort en la càpsula Toy Machine, i potser aconseguir un nou caràcter a la seva col·lecció. En aquestes botigues, a més, es poden adquirir prop de 41 figuretes col·leccionables, organitzades en cinc seccions diferents - Kong Family, Bosses, Snowmads 1, Snowmads 2 e Snowmads 3 -, que es mostren en diferents angles, i fins i tot saber el nom dels enemics que encara han de venir.
Existeix el mode online, el rànquing, per on es poden compartir punts aconseguits. Segons Nintendo, la informació mostrada a la Global Top Rank, serà: temps millors, rànquing de medalles guanyades, quin Kong(s) ha usat, i també completar l'etapa sense rebre dany (indicat per la icona del cor). A més, es poden pujar vídeos, amb el Servei de Publicació d'Imatges de Wii U. A més, es poden publicar els millors moviments d'altres jugadors per ajudar i millorar el seu rendiment.

### Mons i nivells[13]
El videojoc té sis mons, ubicats en illes. En un principi hi havia un manglar, una sabana, un oceà i una Illa de Donkey Kong congelada. Ara se'n coneixen 6 mons, cadascun amb uns 6 o 7 nivells:
- World 1: Lont Mangroves. Etapes amb un bosc plujós, on es pot gronxar en lianes.
- World 2: Autumn Heights. Té muntanyes inspirades en escenaris de Baviera, Alemanya, amb carros de mines, globus d'aire calent, mussols gegants i penya-segats de relleu irregular.
- World 3: Bright Savannah. Alta herba, taronja i marró, estil safari africà, hi ha arbustos en foc i pingüins amb llances.
- World 4: Sea Breeze Cove. Amb ports blaus, cales de sorra, llargs trams per a la natació, evitar les algues elèctrica i gestionar els seus subministraments d'aire
- World 5: Juicy Jungle. És una selva tropical que produeix una base de fruita estranya amb una planta enorme, on es pot saltar sobre les plataformes suaus per aconseguir llocs alts.
- World 6: Donkey Kong Island. La casa de l'arbre de Donkey Kong s'ha congel·lat, hi ha homenatges a Donkey Kong Country Returns de Wii.

Altres ítems són peces del trencaclosques; els K-O-N-G, sales de bonus, monedes ocultes, sortides alternatives d'etapa i "banana del cable". Les lletres "Kong" han de ser recollides perquè els jugadors tinguin accés a les fases secretes del joc - com en Donkey Kong Country Returns (Wii, 2010).
Els desenvolupadors diuen que cada món de joc tindrà tres fases secretes. Expliquen que la majoria de les fases del joc duren uns deu minuts per a completar-la un cop, i no hi ha més d'una forma possible per la seva realització.

## Argument
És la festa d'aniversari d'en Donkey Kong, i els seuscompanys, Diddy Kong, Dixie Kong, Donkey Kong i Cranky Kong, l'han felicitat amb un gran pastís de plàtan. De sobte, però, l'espelma se li fon després de veure que un grup d'animals antropomorfs vikings, anomenats Snomads (Los invasores en espanyol) (el formen animals com els pingüins, mussols, conills, llops i elefants marins), envaeixen l'Illa Donkey Kong, perseguint els seus habitants a una altra illa llunyana. Juntament amb els seus companys viatgen a través de sis illes (mons), lluitant contra una varietat d'enemics per tornar i recuperar la seva casa.
Després de la invasió dels animals vikings Snomads, la llar tropical de la família Kong estava completament congelada. Com si això no fos ja un gran problema, el misteriós líder d'aquest grup de bàrbars va exhortar al Drac de Gel per activar la seva enorme maldat, fent que la criatura enviés els Kongs lluny amb una potent ràfega de vent gelat.

## Desenvolupament
| Director    | Risa Tabata                              |
| Productors  | Kensuke Tanabe                           |
| Compositor  | David Wise Kenji Yamamoto Scott Petersen |
| Referències | [ 3 ]                                    |

### Primers anuncis
Donkey Kong Country: Tropical Freeze es va començar a desenvolupar entre el 2010 i el 2011, és a dir, mentre desenvolupaven Mario Kart 7, tot i que es va anunciar oficialment en el Nintendo Direct @E3 2013 de l'11 de juny de 2013, pocs dies després del llançament del port de Nintendo 3DS de Donkey Kong Country Returns.
El 28 d'agost de 2013 s'anuncia la caràtula del videojoc i dates de llançament pel 8 de desembre de 2013 a Amèrica del Nord, el desembre a Australàsia i a Europa i a finals d'any al Japó. També se'n revela un nou logotip.
El llançament es va endarrerir pel febrer de 2014 a Amèrica del Nord, a principis de 2014 a Australàsia, el 2014 a Europa en el Nintendo Direct de l'1 d'octubre de 2013.

### Més detalls
El 5 d'octubre va sortir el lloc web oficial, que revela que té una qualificació de l'Entertainment Software Rating Board de l'Everyone (per a tothom), i la seva caràtula oficial en baixa resolució.
Durant un programa GT.TV, emès per GameTrailers, algunes notícies del videojoc van ser revelats per Bill Trinen, traductor i portaveu de Nintendo of America.
El 3 de desembre Amazon va revelar la caràtula europea, ensenyant l'ajuda del quart personatge, Cranky Kong. Això es confirma en la cerimònia VGX 2013 del 7 de desembre de 2013, de part de Reggie Fils-Aime, president de Nintendo of America, on també va anunciar que el joc sortiria el 21 de febrer de 2014 a Amèrica del Nord. GameInformer va publicar diversos detalls sobre el joc uns moments després.
En el Nintendo Direct del 18 de desembre de 2013, s'anuncia que el videojoc sortirà el 21 de febrer de 2014 a Europa.

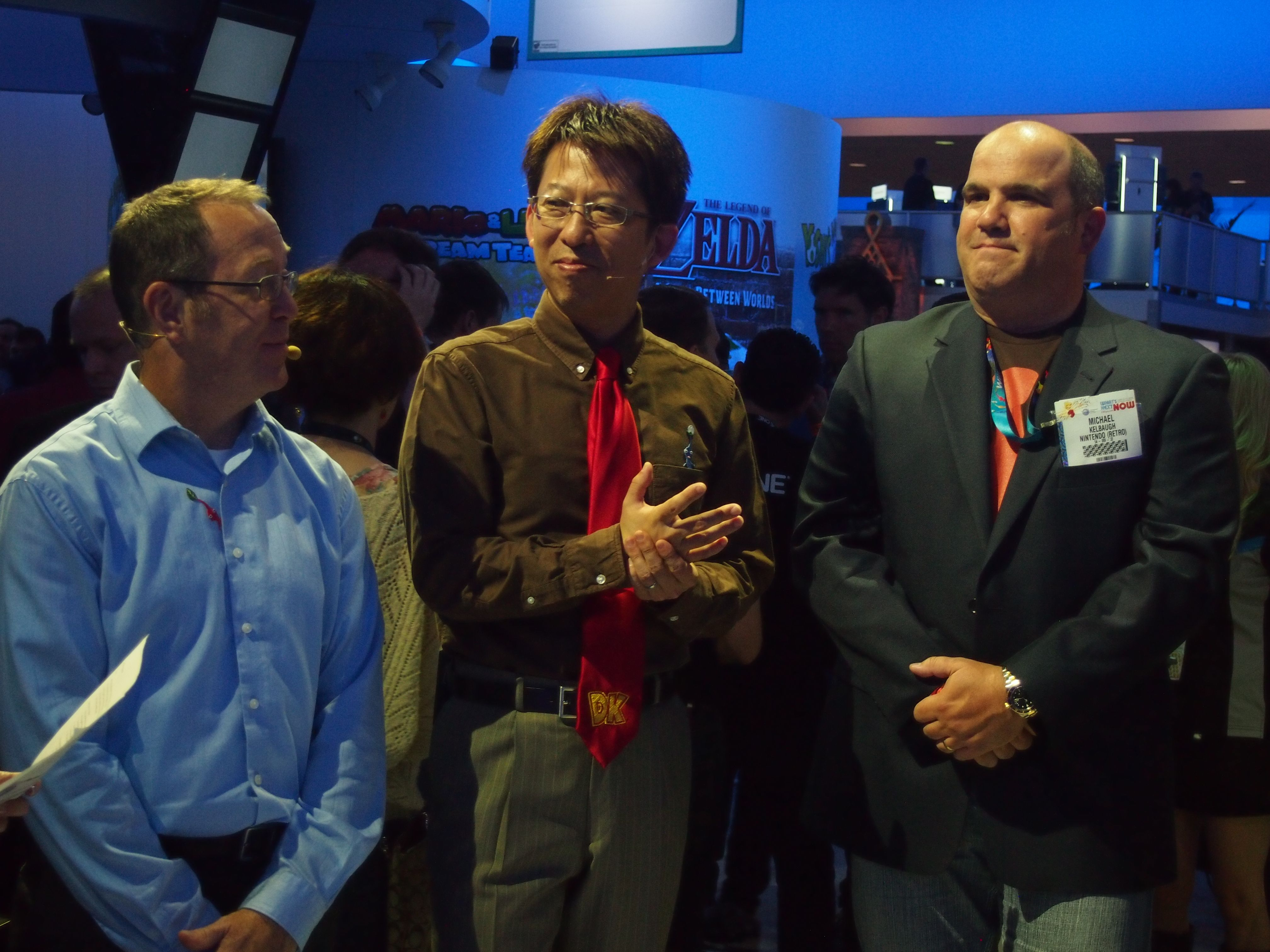
Kensuke Tanabe (productor del videojoc per a Nintendo, enmig) i Michael Kelbaugh (CEO de Retro Studios, dreta), a l'E³ 2013

A data de 20 de desembre, la pàgina web oficial nord-americana de Donkey Kong Country: Tropical Freeze va estar actualitzada amb diversos vídeos nous en el qual es pot veure com l'animació que serveix com una introducció a la història del joc, així com acompanyar els personatges jugables mostrant les seves habilitats en algunes etapes. José Otero, i Marty Silva, d'IGN, van tenir l'oportunitat de provar alguns dels nous nivells per cortesia de Nintendo. També Andre Segers, de GameXplain, va tenir accés a una sessió de proves amb Donkey Kong Country: Tropical Freeze. Nintendo World Report hi va col·laborar.

### Últims detalls a revelar-se
En una entrevista amb Game Informer el 25 de desembre de 2013, Michael Kelbaugh, CEO de Retro Studios (desenvolupadors de Donkey Kong Country Returns), i Kensuke Tanabe, productor de Nintendo, van respondre a una suposada versió de Donkey Kong Country: Tropical Freeze per a Nintendo 3DS, a més de revelar que Monster Games (responsables del port de Donkey Kong Country Returns per a 3DS) han participat en la creació d'aquest joc llançat a Wii U, va dir Kelbaugh Tanabe va dir que les especificacions tècniques entre 3DS i Wii U eren masses, pel que era impossible adaptar-lo a 3DS.
El 4 de gener de 2014 es coneix la caràtula japonesa del videojoc.
Michael Kelbaugh, CEO de la desenvolupadora Retro Studios, va dir en una entrevista el 8 de gener de 2014 amb la revista britànica GamesTM que Donkey Kong Country Returns, va ser dissenyat des del motor de videojoc i l'experiència adquirida en el desenvolupament dels tres títols de la franquícia Metroid Prime. Donkey Kong Country: Tropical Freeze utilitza el mateix motor. Va dir que seria possible fer un Donkey Kong a l'estil de Mario, és a dir, plataformes en 2D i 3D.
En una entrevista amb la revista britànica Official Nintendo Magazine, Michael Kelbaugh, CEO de Retro Studios, i Kensuke Tanabe, productor de Nintendo, van fer algunes revelacions sobre el joc.
El 24 de gener es publica el lloc web japonès on es revela més informació, incloent la introducció i alguns vídeos de jugabilitat, i que la versió digital ocuparà 11,4 GB.
El 31 de gener de 2014 Nintendo Japó va publicar un tràiler introductiu i dos comercials. El 2 de febrer de 2014 el lloc alemany GamezGeneration ha publicat al seu canal de YouTube un avançament de Donkey Kong Country: Tropical Freeze. El dia 3 va sortir el primer comercial nord-americà, i el dia 4 va sortir el primer britànic.
El dia 8, surten els llocs webs nord-americans i europeus.
Preguntat pel lloc UOL Jogos sobre el llançament oficial del joc Donkey Kong Country: Tropical Freeze al Brasil, un portaveu de Nintendo va dir que la data estimada és del 20 de març de 2014.
Michael Kelbaugh, president de Retro Studios, i Kensuke Tanabe, productor de Nintendo, ha explicat les raons de per què el videojoc no té multijugador online en una entrevista amb GameSpot. Kelbaugh va dir: "Si haguéssim de crear un component en línia en Donkey Kong, hauríem de fer-ho bé i no com un complement fet a correcuita, "Oh, controlem remotament a Dixie Kong!". Això no estava dirigit al joc, així que ho vam deixar córrer. Així que si realment feia per crear un entorn en línia, crec que els fans es mereixen alguna cosa millor que simplement encaixa un multijugador cooperatiu en línia, el pensament i la necessitat de fer-ho de la manera correcta. Si anéssim a fer un online sencer, valdria temps-ho, i ens havíem d'assegurar que aquesta característica s'adaptés al que són els Donkey Kong. I no estic segur que aquest joc és ideal per obtenir una "Donkey Kong Country Online" [riu]." Kensuke Tanabe: "Això és una opinió personal, però millor jugar dues persones juntes que no separades de l'altra banda del món. I crec que això és particularment cert per als jocs de Nintendo, si té antecedents familiars de jugar junts, si els pares juguen amb els seus fills, o els nens jugant amb els seus germans. I crec que, amb Donkey Kong, preferim que sigui així. Realment volíem donar suport a aquest estil de joc."

### Post-llançament
Quan Donkey Kong Country: Tropical Freeze va ser revelat durant l'E³ 2013, Nintendo va anunciar que els aficionats nord-americans tindrien accés als quioscos de demostració de jocs instal·lats en tendes Best Buy. A través d'aquest esdeveniment, anomenat Nintendo Experience, diverses persones van poder experimentar les quatre etapes de la versió beta d'aquest joc. Passat algun temps en la versió final del joc, el canal Beta64 de YouTube va llançar un vídeo que mostra les principals diferències respecte a la primera etapa de la versió final de Donkey Kong Country: Tropical Freeze, anomenat Mangrove Cove, en relació amb la seva beta. Ja a la pantalla de títol del joc, per exemple, la música de fons va ser canviada, i fins i tot l'advertiment "prémer els botons A i B al mateix temps" (a la demo, que només podia jugar amb el comandament de Wii i el Nunchuk) va ser canviat a "prémer el botó A".
L'artista gràfic Eric Kozlowsky va treballar en els escenaris de Donkey Kong Country: Tropical Freeze; així, el treball realitzat per l'equip de desenvolupadors Retro Studios amb seu a Texas, Kozlowsky va decidir divulgar al seu bloc personal algunes arts conceptuals del joc. A cada imatge, s'afegeix una petita curiositat de text que involucren l'art que es mostra. L'1 de juny en va revelar una altra rodada, així com la revelació d'alguns ous de Pasqua.
La Nintendo alemanya va decidir pagar una mica d'ajuda per a aquells que tracten de completar Donkey Kong Country: Tropical Freeze, a través de vídeos de jugabilitat llançats a la secció Secret Saturday del seu canal de YouTube. En el primer vídeo, es pot veure la ubicació de la sortida secreta d'1-2: Shipwreck Shore cap a 1-A: Zip-line Shrine; en el segon vídeo, a l'estadi 2-4: Sawmill Thrill cap a 2-A: Crumble Cavern, i en el tercer vídeo, 4-1: Deep Keep a 4-A: Rockin' Relics.
El personal del lloc web The Cutting Room Floor va descobrir el febrer de 2015 algunes frases que Donkey Kong Country: Tropical Freeze hauria d'haver "dit" en forma de quadre de diàleg segons uns arxius trobats dins el joc. Un aspecte destacat és que el joc podria haver tingut un sistema de conquestes lligat a Miiverse, però que es va retirar per raons desconegudes.

## Actualitzacions
Versió 1.1.0. (llançada el 2 d'abril de 2014)
Soluciona un problema pel qual, un cop completat el "World 3-3 - Frantic Fields", el camí per anar al "World 3-4 - Scorch 'n' Torch" no s'obriria, impedint que els jugadors de continuar amb el joc.

## Port per a Nintendo Switch
L'11 de gener de 2018 Nintendo va anunciar en una presentació Nintendo Direct que un port per a Nintendo Switch seria publicat el 4 de maig de 2018. El port inclou un mode per a principiants anomenat "Funky mode", podent controlar al personatge homònim amb la possibilitat d'utilitzar cinc corts i realitzar atacs repetits en forma de tombarelles i atacar sota l'aigua. La seva taula de surf també li ofereix habilitats afegides, i pot respirar indefinidament sota l'aigua.

## Recepció

### Crítica
La revista japonesa Famitsu ha qualificat Donkey Kong Country: Tropical Freeze amb un 9/8/9/9, fent una mitjana de 35 punts.
Amb una gran puntuació de 9,25 punts, la revista Game Informer ha volgut subratllar que, si bé les etapes poden semblar a primera vista genèriques, la varietat de fases és increïble. Lloant dificultats per equilibrar, esmenten que les fases de bonus són una mica ridícules en aquest sentit, però això era d'esperar. Estadis aquàtics de Donkey Kong Country: Tropical Freeze són molt divertits i un joc de la palanca analògica era millor que la direccional digital en aquestes zones, d'acord amb la publicació, però ha de tenir accés a un menú per canviar l'estil de joc.
Destructoid li fica un 100, dient que "és un videojoc de plataformes increïblement elaborat amb una brillantor de alta definició i una boja atenció al detall, i qualsevol fan del gènere es deu a si mateixos d'experimentar. Amb l'addició d'opcions de control per la fórmula ja provada, versió Retro Studios de Donkey Kong és pràcticament impecable.". EGM li fica un 95: "Amb impressionant àudio i gràfics, combinats amb jugabilitat de profunditat i varietat, Tropical Freeze ha fàcilment fonamentar-se com un dels millors plataformes que he jugat.". NintendoWorldReport, amb un 95, comenta que "si vostè té una Wii U oi vol un joc bo, Tropical Freeze té l'estil Nintendo que necessita." MeriStation diu, amb un 92: "Donkey Kong Country: Tropical Freeze és un gran joc de plataformes desafiant. Més difícil que el seu predecessor, millors HD i gran jugabilitat. Aquest joc no és per a tota mena de jugadors, però si vostè és jugador mitjà, és per a vostè." GameTrailers, amb un 91: "Tan desafiant com és el joc, mai no és injust. És estrany trobar un joc que té vostè cridant grolleries a la pantalla un moment en un atac de ràbia i llavors saltant d'alegria la propera com vostè finalment tenir èxit." GameRevolution comenta, amb un 90: "Nintendo no vol que nosaltres parlem de les bonificacions i dels objectes amagats, però trobar i jugar aquests nivells ocults no és massa bo perquè no es pugui afegir a la targeta d'informe. Els admiradors de Nintendo han ajudat a l'empresa contra vent i marea, però aquest és una carta d'amor a ells."
NintendoLife diu, amb un 90: "Donkey Kong Country: Tropical Freeze utilitza capacitats gràfiques de la Wii U bellament, amb nivells tan impressionant disseny i mirades, i conjunt impressionants-peces que mai no saltar-se un marc i pot prova qualsevol jugador habilitats. Com a experiència d'intèrpret senzill que és gairebé impecable, però la precisió del disseny nivell pot conduir el sovint diversió multijugador en moments de caos." IGN, amb un 90: "És un gran videojoc de plataformes ple de seqüències tens i nivells difícils. Les batalles de caps no són molt innovadores, i està ple de difícil de trobar secrets i col·leccionisme. "
Amb un 85, Polygon diu: "Tropical Freeze s'afegeix intel·ligentment a la fórmula, amb nous personatges que confereixen subtil matís a la jugabilitat, un nivell de repte més ben ajustada i un major èmfasi en el valor de repetició. Aquestes característiques fan que coherentment valgui la pena tornar altra vegada a i marcar-lo com un punt més alt de la sèrie." Amb un 80, VideoGamer explica que la varietat no és excepcional; sempre hi ha el mateix argument en els nivells. DigitalSpy, amb un 80, diu que és més decebedor, tanmateix, és la manca de funcionalitat de comandament d'un joc de Nintendo intern. Guardian, amb un 80: "L'experiència de joc que Tropical Freeze proporciona pot ser rica, agradable, desafiant i sovint divertida però res innovador." GamesRadar, amb un 80: "Si vostè desitja un repte, Tropical Freeze portarà el millor de les seves habilitats de plataformes. Aquells esperant un passeig sentiràs com es va tancar cap a una paret de maó de dificultat."
Amb un 75, GamingTrend ironitza: "Ofereix un munt de repte (masses) i secrets per aquells que vulguin deixar estar el Mario. Però aquest joc em sona, s'anomenava Donkey Kong Country Returns".
Amb un 70, Games(TM): "Si Tropical Freeze és el seu primer joc Donkey Kong Country, ja l'odiarà de bon principi, especialment si la seva idea d'un joc de plataformes 2D es basa en la nova New Super Mario Bros. U o Rayman Legends (que Retro Studios ha desmentit posteriorment). Enemics i els obstacles no són perfectament alineats en el seu camí de destrucció; estan destinats als molèsties trenquen contínuament el seu impuls." Amb un 70, GamesBeat argumenta: "Tropical Freeze fa poc per justificar l'existència de la Wii U, però és principalment encara un divertit, desafiant joc de plataformes. Els fans de la sèrie certament gaudiran d'aquest difícil, bella joguinejar a través d'illes de Donkey Kong, però el joc es frustren jugadors menys entusiasta. " Edge Magazine, amb un 70: "Durant seqüències més exigents de Tropical Freeze, s'enyora en Mario, però la força de presentació de Retro és suficient per portar un videojoc de plataformes potent, tradicional, sobre la línia de meta." Eurogamer, amb un 70: "La probabilitat, doncs, qui hagi jugat a Returns trobarà Tropical Freeze avorrit. No és suficient."
GameSpot, amb un 60, diu: "Si els nivells habituals eren tan inventives com les batalles de cap, llavors Tropical Freeze seria un èxit segur, o com a mínim un joc que exigeix més de la seva atenció. No importa quantes ganes hi ha de veure Donkey Kong en alta definició, és difícil mantenir que l'entusiasme quan el producte final sona tan segur: fins i tot les representacions visuals fallar fer un impacte. Són prou amables, però com el disseny de nivell, els entorns són majoritàriament suaus."

#### Prellançament
Pocs dies abans del llançament oficial de Donkey Kong Country: Tropical Freeze a Europa, el lloc web d'Amazon a Espanya explica que el joc és el més venut en l'actualitat en totes les plataformes, si bé encara no ha sortit.

### Premis i nominacions
La 32a edició 2014 de la prestigiosa cerimònia de premis Golden Joystick Awards, que se celebrarà a l'octubre, va donar a conèixer la llista de jocs ha indicat que estan oberts a la votació del públic fins al dia 20 d'octubre. Donkey Kong Country: Tropical Freeze competeix en la de Millor Disseny Visual i de Millor Àudio.

### Màrqueting

#### Banana Mania
Nintendo of Canada va estar duent a terme a terme un concurs que implica fer publicitat del llançament del joc Donkey Kong Country: Tropical Freeze. Per participar en el "Canada's Donkey Kong Country: Tropical Freeze Banana Mania Contest", es necessita saber quants plàtans es troben en un gran cub de gel. El Gran Premi és un viatge per 4 persones a Whistler Blackcomb, l'estació d'esquí de Columbia Britànica a Vancouver, Canadà, amb el dret a pujar al telecadira i classes d'esquí amb instructors professionals. D'altra banda, el guanyador rebrà un exemplar de Wii U, una còpia del joc Donkey Kong Country: Tropical Freeze, un Wii Remote Plus i un Nunchuk.
Per celebrar l'èxit de l'esdeveniment, Nintendo va donar a conèixer un vídeo que mostra els bastidors del concurs. Donkey Kong va resultar bastant emocionat tot el temps, i algun cop fins i tot es posa a jugar a NES Remix durant els enregistraments.

#### Mercaderia
La botiga GAME al Regne Unit ofereix un clauer temàtic del videojoc amb tres herois del joc simis: Donkey Kong, Diddy Kong i Dixie Kong, sense Cranky Kong. La part posterior del clauer porta el logotip del joc. Cal destacar que l'oferta només és vàlida per a la botiga GAME al Regne Unit fins a esgotar existències.

#### Gorilla Wayfare
Nintendo va anunciar el 13 de desembre el guanyador d'un concurs de YouTube, on es va demanar a alguns canals populars per crear vídeos basats en els Super Mario 3D World o The Legend of Zelda: The Wind Waker HD. Qui va guanyar el concurs va ser el grup creatiu dels productors de la cadena HAWPOfficial, que va crear un divertit remake de vídeo basat en aquest últim. En adonar-se de la tristesa dels articles de proveïdors Beedle, una jugadora s'imagina com seria de divertit recórrer aquest personatge tan descoratjat la sèrie Zelda, i comença a somiar amb ella, Hey Ash Whatcha Playin'?. Com a recompensa per la seva victòria, el canal HAWPOfficial pot crear un curtmetratge de Donkey Kong Country: Tropical Freeze en col·laboració amb un dels més prestigiosos productors de vídeos a YouTube, Freddie Wong. Aquest curtmetratge es mostrarà en el famós festival de cinema Sundance Film Festival, que se celebrarà el 16 de gener de 2014 a Utah, als Estats Units, on Nintendo tindrà una cabana especial per a jocs de demostració com Wii Fit U i The Legend of Zelda: A Link Between Worlds. Super Mario 3D World encapçala la llista.
Amb col·laboració amb un dels productors més populars de vídeos de YouTube, Rocket Jump, el curt Gorilla Wayfare (passatge del goril·la) mostra el desenvolupament d'un nou sistema de transport per als éssers humans, el barril de canó. Té alguns efectes especials senzills. Nintendo també va reportar al seu canal un vídeo que mostra algunes escenes darrere de la producció de "Gorilla Wayfare" on Ashly Burch, Justin Yngelmo i Freddie Wong parlar sobre el que pensaven de l'experiència i revelen alguns dels trucs utilitzats en el rodatge, es pot fer un cop d'ull al que va passar Behind the Scenes d'aquest curtmetratge.

#### Altres
La sintonia de la pantalla de crèdits s'escolta en el segon disc de la "Nintendo Sound Selection" llançada al Club Nintendo japonès el 5 d'abril de 2015 per 500 punts, que recull les sintonies d'acabament d'alguns jocs.
L'11 de març de 2016 el videojoc va rellançar-se amb un preu rebaixat sota la línia Nintendo Selects a Amèrica del Nord.

### Vendes
Segons l'institut GFK, a data de 12 d'abril de 2014, el joc era el tercer videojoc de Wii U més venut al Regne Unit. El joc va ser el quart videojoc més venut en els de Wii U al Regne Unit a data de 3 de maig de 2014, segons l'estudi GFK.
Al Regne Unit, del 3 al 10 de maig de 2014 va ser el quart videojoc més venut en la categoria de Wii U, segons GFK.
Del 25 al 31 de maig, Mario Kart 8 (2014) va esdevenir el videojoc més venut de la plataforma al Regne Unit, amb Super Mario 3D World (2013), New Super Mario Bros. U (2012) i New Super Luigi U a la cua, i Donkey Kong Country: Tropical Freeze (2014) sent setè, segons GFK.